# The Well (The Klezmatics)
Pour les articles homonymes, voir The Well.
Albums de The Klezmatics
Possessed Rise Up! Shteyt Oyf!
The Well est le cinquième album du groupe de musique klezmer, The Klezmatics, sorti le 15 septembre 1998 sur le label Rounder/Umgd.

## Liste des titres
1. Di Krenitse
2. Ikh Shtey Unter A Bokserboym
3. Ergets Shtil/Baym Taykh
4. Ver Es Hot
5. Ovnt Lid
6. A Malekh Veynt
7. Bay Nakht
8. Vek Nisht
9. Kh'vel Oyston Di Shikh
10. Mayn Shvester Khaye
11. Umetik
12. Di Elter
13. Velkhes Meydl S'nemt A Bokher
14. Di Goldene Pave
15. Zayt Gezunt